# Red de Juderías de España

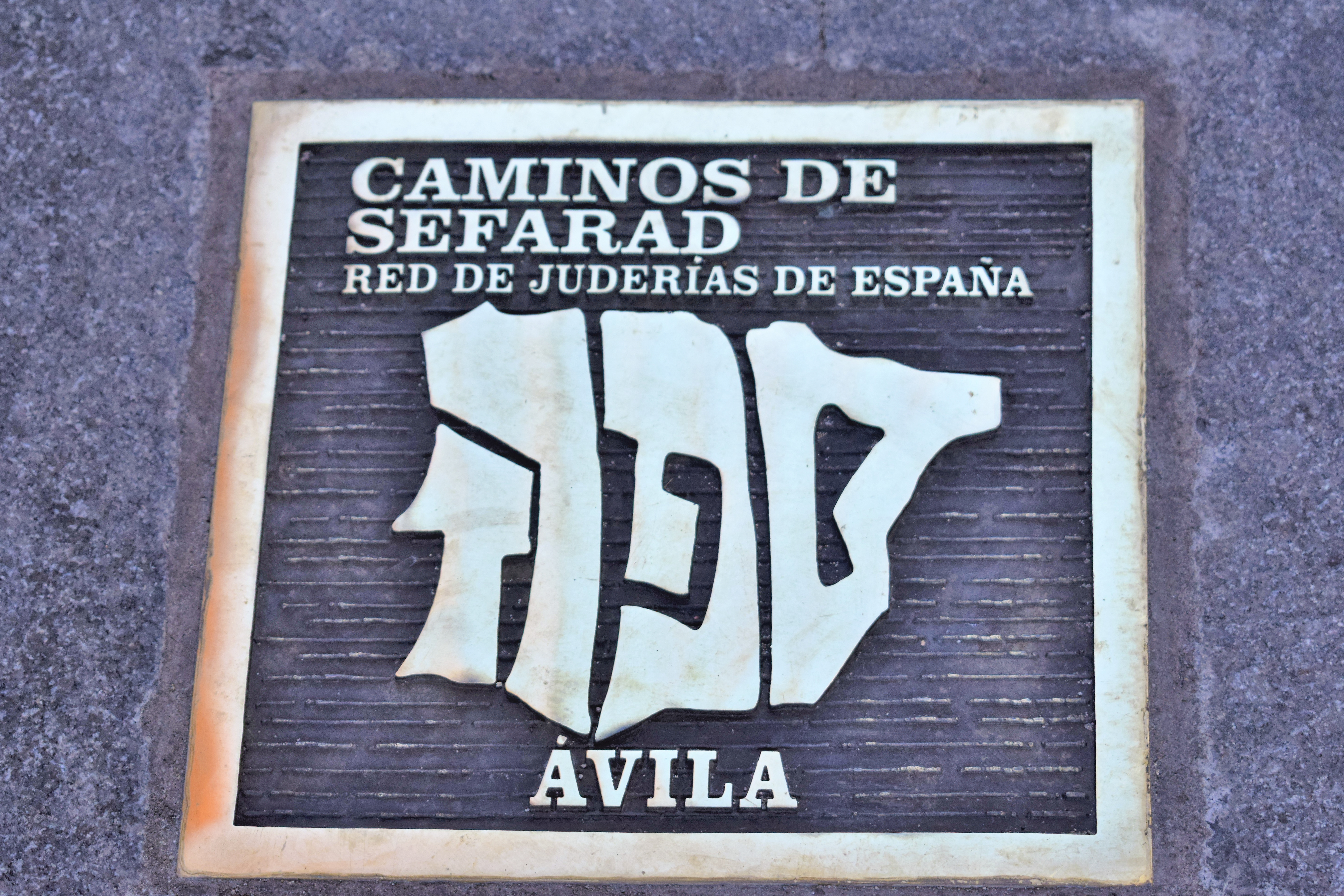
Placa símbolo de la Red de Juderías de España en Ávila

La Red de Juderías de España, Caminos de Sefarad es una asociación pública sin ánimo de lucro constituida por municipios en España que albergan en su centro histórico una judería medieval. Dicha herencia puede ser perceptible de acuerdo a su patrimonio arquitectónico, histórico, medioambiental y cultural. 
Los miembros de la Red deben encargarse de preservar el legado judío sefardí, además de promocionarlo con proyectos culturales, turísticos, académicos, entre otros. Los sefardíes son los habitantes judíos que habitaron la península ibérica y que fueron exiliados en su mayoría durante la expulsión por los Reyes Católicos en 1492. Su presidencia rota anualmente al alcalde del municipio elegido y la sede se encuentra en Córdoba. Fue constituida en 1995 por ocho municipios (entre ellos Gerona, que abandonó en 2016), cuyos miembros han ido aumentando desde entonces.

## Miembros
A continuación se enumeran por orden de incorporación los 21 miembros de la Red de Juderías de España:
| Ciudad                                                              | Año de incorporación    |
| ------------------------------------------------------------------- | ----------------------- |
| Cáceres, Córdoba, Hervás, Ribadavia, Segovia, Toledo y Tudela       | 1995                    |
| Barcelona y León                                                    | 2003                    |
| Ávila y Jaén                                                        | 2005                    |
| Calahorra, Estella-Lizarra, Monforte de Lemos, Plasencia y Tarazona | 2001 (concertadas) 2008 |
| Lucena                                                              | 2012                    |
| Béjar, Lorca, Sagunto y Tuy                                         | 2019                    |

### Exmiembros
| Ciudades              | Permanencia | Motivo                                                                                             |
| --------------------- | ----------- | -------------------------------------------------------------------------------------------------- |
| Gerona                | 1995-2016   | Se escindieron para crear una red catalana, a excepción de Barcelona.                              |
| Tortosa               | 1998-2016   | Se escindieron para crear una red catalana, a excepción de Barcelona.                              |
| Besalú                | 2002-2016   | Se escindieron para crear una red catalana, a excepción de Barcelona.                              |
| Castellón de Ampurias | 2011-2016   | Se escindieron para crear una red catalana, a excepción de Barcelona.                              |
| Sevilla               | 2011-2016   | El alcalde Juan Espadas decidió abandonar debido a que no generaba «el retorno económico deseado». |
| Palma de Mallorca     | 2005-2017   | Palma decidió desarrollar una promoción propia judía.                                              |
| Oviedo                | 1998-2020   | Deuda económica.                                                                                   |